# Acroloxidae
Acroloxidae is een familie van weekdieren uit de klasse van de Gastropoda (slakken).

## Geslachten
- Acroloxus Beck, 1838
- Ancylastrum Bourguignat, 1853
- Gerstfeldtiancylus Starobogatov, 1989
- Pseudancylastrum Lindholm, 1909